# Śmierć komórki
Śmierć komórki – całkowite i nieodwracalne ustanie czynności biochemicznych zachodzących w danej komórce.
Śmierć komórek lub tkanek może nastąpić:
- w przypadku śmierci całego ustroju – ciało zmarłego ulega rozkładowi wskutek działania własnych enzymów litycznych (autoliza)
- w przypadku chirurgicznego wycięcia narządu lub jego fragmentu – tkanka wycięta obumiera, ulega autolizie, jeżeli nie zostanie włożona do utrwalacza
- w razie zadziałania czynników lub warunków zabijających fragment ustroju żywego występuje ona w następstwie mechanicznego lub chemicznego uszkodzenia, które jest na tyle duże, że nie może zostać wyleczone.

Śmierć komórki może nastąpić na drodze:
- apoptozy
- nekroptozy
- nekrozy
- ferroptozy[1]